# Стародуб Воцкий
Стародуб Воцкий (Стародуб Вочьский) — древний русский город в Залесской земле, находившийся близ Мурома на возвышенном правобережье реки Оки, известном как Перемиловские горы. Упоминается в летописном «Списке русских городов дальних и ближних» и в духовной грамоте-завещании великого князя Василия Тёмного. 
По мнению археолога В. Ф. Черникова (1924—1997), город находился в устье реки Вачки (др.-рус. Воцка), впадающей в Малую Кутру (у д. Попышево, недалеко от п.г.т. Вача, Вачский район Нижегородской области). Здесь удалось обнаружить русскую керамику XIV века. В пользу этой версии говорят и сохранившиеся топонимические названия в округе. 
Город предположительно входил в Нижегородскую засечную черту и играл важную роль в первой половине XVI века в эпоху русско-казанских войн. После продвижения границы Русского государства на юг и восток деревянная крепость (острог) утратила своё значение и обветшала.